# Polypedilum brevipalpe
Polypedilum brevipalpe är en tvåvingeart som beskrevs av Ole Anton Saether och Sundal 1999. Polypedilum brevipalpe ingår i släktet Polypedilum och familjen fjädermyggor.
Artens utbredningsområde är Sudan. Inga underarter finns listade i Catalogue of Life.